# Distretto di Luwingu
Il distretto di Luwingu è un distretto dello Zambia, parte della Provincia Settentrionale.
Il distretto comprende 22 ward:
- Bwalinde
- Chifwile
- Chulungoma
- Ibale
- Ilambo
- Ipusukilo
- Isangano
- Isansa
- Kaela
- Kafinsa
- Kampemba
- Katilye
- Katopola
- Lwata
- Masonde
- Mufili
- Mulalashi
- Munshishinga
- Mushitu-Wamboo
- Mwelawamangu
- Namukolo
- Ntandashi